# 즈베니고로드

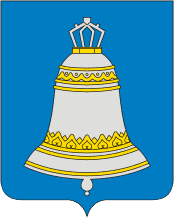
시 문장

즈베니고로드(러시아어: Звенигород)는 러시아 모스크바주에 위치한 도시로, 인구는 12,155명(2002년 기준)이다. 모스크바강 상류 좌안과 접하며 모스크바(러시아의 수도이며 모스크바 주의 주도이기도 함)에서 서쪽으로 50km 정도 떨어진 곳에 위치한다. 12세기에 건설되었고 1336년 문헌에 처음 등장했다. 1781년 예카테리나 2세에 의해 시로 승격되었다.

## 자매 도시
- 벨라루스 마힐료우 (2006)
- 이탈리아 트로페아 (2013)